# かみさまでもえらべない。
「かみさまでもえらべない。」はEarly Morningの2ndシングル。2009年9月22日に発売。発売元はポニーキャニオン。

## 概要
フジテレビ系列番組『アナ★バン!』の2代目エンディングテーマ。
プロデュース・作詞・作曲・編曲は槇原敬之。ディスクジャケットと付属のDVDにも登場している。2022年発売の槇原の初セルフカバー・アルバム『Bespoke』には槇原の歌唱で収録されている。
高島彩、中野美奈子のオリジナルメンバーとしては、最後のシングルとなった。
DVDに2パターンのミュージック・ビデオが収録。

## チャート成績
2009年9月21日付オリコンデイリーシングルチャートで初登場2位を記録。さらに同週間チャートでは初登場4位を記録。アナウンサーのシングルとしては最高記録を更新した。

## 収録曲

### CD
作詞・作曲・編曲：槇原敬之
1. かみさまでもえらべない。（5:18）[1]
2. かみさまでもえらべない。（アリ（高島彩）と歌おう）（5:18）[1]
3. かみさまでもえらべない。（モニ（中野美奈子）と歌おう）（5:18）[1]
4. かみさまでもえらべない。（カラオケ）（5:17）[1]

### DVD
1. かみさまでもえらべない。（PV：プライベートバージョン）
2. かみさまでもえらべない。（PV：ライブバージョン）
3. Early Morning×槇原敬之 3ショットトーク